# Đầu tiên họ giết cha tôi
Đầu tiên họ giết cha tôi (tiếng Khmer: មុនដំបូង ខ្មែរក្រហម សម្លាប់ ប៉ា របស់ខ្ញុំ Moun dambaung Khmer Krahm samleab ba robsa khnhom, tiếng Anh: First They Killed My Father) là một bộ phim giật gân sử thi tiếng Khmer năm 2017, do Angelina Jolie đạo diễn kiêm chắp bút với Loung Ung, dựa trên trên cuốn hồi ký cùng tên của Ung. Lấy bối cảnh năm 1975, bộ phim theo chân cô bé Ung 5 tuổi bị buộc phải cầm súng giết người, trong khi anh chị em của cô thì bị đưa đến các trại lao động trong chế độ Khmer Đỏ.
Đầu tiên họ giết cha tôi được trình chiếu tại Liên hoan phim Telluride và Liên hoan phim quốc tế Toronto 2017, trước khi phát hành trên Netflix vào ngày 15 tháng 9 năm 2017. Phim đã nhận được những đánh giá tích cực từ giới phê bình.

## Nội dung
Trong Chiến tranh Việt Nam, chiến sự bắt đầu lan sang nước láng giềng Campuchia khi quân đội Hoa Kỳ ném bom lực lượng Bắc Việt đang trú ẩn ở lãnh thổ trung lập này, làm khơi mào cuộc nội chiến ở quốc gia này. Sau đó, Mỹ rút quân khỏi Campuchia và di tản đại sứ quán của họ. Một sĩ quan của Lực lượng Vũ trang Quốc gia Khmer tên Ung, được bảy đứa con của mình (trong đó có Loung Ung, 5 tuổi) gọi là "Pa", tỏ ra hối tiếc vì đã tin tưởng người Mỹ khi quân Khmer Đỏ bắt đầu hoành hành.
Khmer Đỏ buộc tất cả các gia đình phải rời khỏi thành phố với lý do quân Mỹ sẽ ném bom, rồi đưa họ vào đoàn người tị nạn. Khi bị binh lính thẩm vấn, Pa Ung bác bỏ lời cáo buộc cho rằng anh làm việc cho chính phủ, và biết rằng nếu bọn chúng phát hiện ra thì anh sẽ bị tử hình. Gia đình Pa được "Cậu", em rể của Pa, tìm thấy và sống chung với gia đình Cậu một thời gian. Tuy nhiên, trước sự van nài của vợ Cậu, cũng như lo sợ bị liên lụy nếu danh tính của Pa bị lộ, nên gia đình Loung đành phải ra đi.
Sau nhiều ngày di chuyển, họ bị lính Khmer Đỏ vây bắt và đưa đến một trại lao động cùng nhiều người tị nạn khác, nơi họ phải xây dựng chòi trú ẩn của riêng mình và buộc phải làm việc trong điều kiện khắc nghiệt. Tài sản của họ bị tịch thu, lương thực trở nên khan hiếm vì tất cả đều được đưa đến các đơn vị chiến đấu, đồng thời những người tìm cách lấy thêm lương thực thì bị đánh đập dã man.
Ngoài công việc lao động khổ sai, trại còn rao giảng về chế độ Khmer Đỏ, ngoài ra bất kỳ đồ dùng ngoại lai nào (kể cả thuốc men) cũng đều bị cấm và người sở hữu chúng sẽ bị kết án tử. Hai anh chị cả của Loung bị chuyển đến các trại khác, không lâu sau đó người chị chết vì bệnh tật và đói khát.
Một ngày nọ, Loung thấy Pa bị lính Khmer Đỏ đưa đi sửa một cây cầu. Biết rằng lành ít dữ nhiều đang chờ đợi mình nên Pa nói lời từ biệt với vợ con. Sau đó, Loung mơ thấy ba mình bị hành quyết rồi chôn trong một ngôi mộ tập thể.
Ở một trại lính, Loung được tuyển dụng làm lính trẻ em cho Khmer Đỏ. Thời gian này quân đội Việt Nam đã đến giải cứu Campuchia khỏi quân Khmer Đỏ. Loung học cách chiến đấu tay đôi, bắn súng và gài bẫy, cũng như đặt mìn chống lại quân Việt Nam. Trẻ em liên tục bị tuyên truyền lòng căm thù người Việt Nam, nhưng chúng được ăn nhiều hơn và được đối xử tốt hơn những công nhân trong các trại lao động.
Trại của Loung bị phá hủy bởi pháo binh Việt Nam, buộc cô phải tháo chạy cùng với những thường dân khác. Trên đường đi, cô đoàn tụ với anh trai và chị gái của mình và ở lại một đêm trong trại tị nạn dã chiến do quân đội Việt Nam quản lý. Khi khu trại bị quân Khmer Đỏ tấn công vào sáng hôm sau, họ tháo chạy còn quân đội Việt Nam ở lại để chiến đấu với quân Khmer Đỏ và bảo vệ cho họ, họ tiến về phía rừng rậm, nơi Loung bị tách khỏi anh chị của mình và chứng kiến những quả mìn mà chính cô đã đặt gây thương vong cho nhiều người tị nạn.
Ba anh em được đoàn tụ trong một trại tị nạn khác do Hội Chữ thập đỏ điều hành. Ở đó Loung thấy người ta đánh một tên tù binh Khmer Đỏ. Cô xem hắn như ba mình và nhớ lại những điều đau lòng đã xảy ra trong cuộc đời cô. Khi cô gọi tên tù binh là "Pa" thì những người khác bỏ đi ngay lập tức. Loung nhìn tên tù binh rồi sau đó cũng rời đi. Khi chiến tranh kết thúc, Loung đoàn tụ với anh chị của mình. Nhiều năm sau, những đứa trẻ giờ đây đều đã trưởng thành và cầu nguyện cho những người thân đã khuất tại một ngôi chùa đổ nát.

## Diễn viên
- Sreymoch Sareum vai Loung Ung
- Kompheak Phoeung vai Pa Ung
- Socheta Sveng vai Ma Ung
- Mun Kimhak vai Kim
- Sreyneang Oun vai Keav

## Sản xuất
Vào ngày 23 tháng 7 năm 2015, có thông tin cho rằng Angelina Jolie sẽ đạo diễn bộ phim chuyển thể từ cuốn hồi ký Đầu tiên họ giết cha tôi của Loung Ung cho Netflix, do đó Jolie và Ung sẽ cùng biên kịch với nhau. Jolie cũng sẽ nắm vai trò sản xuất bộ phim cùng với Rithy Panh, trong khi con trai cô, Maddox Jolie-Pitt đứng vị trí giám đốc sản xuất.

### Quay phim
Quá trình quay phim chính được khởi động vào đầu tháng 11 năm 2015 tại Siem Reap và kết thúc vào tháng 2 năm 2016 tại Battambang, Campuchia. Ngoài ra, việc ghi hình cũng diễn ra ở Phnôm Pênh.

## Đón nhận

### Đánh giá chuyên môn
Trên hệ thống tổng hợp kết quả đánh giá Rotten Tomatoes, bộ phim có tỷ lệ đồng thuận 88% dựa trên 65 bài phê bình, với điểm số trung bình là 7,8/10. Metacritic, một trang tổng hợp đánh giá khác, đã cho bộ phim điểm trung bình có trọng số 72 trên 100, dựa trên 22 nhà phê bình, cho thấy "những đánh giá đều là tích cực".

### Giải thưởng
Bộ phim là đại diện của Campuchia cho hạng mục Phim nói tiếng nước ngoài hay nhất tại Giải Oscar lần thứ 90, nhưng tác phẩm không nhận được đề cử. Đây là lần đầu tiên một bộ phim có ngôn ngữ không phải tiếng Anh của đạo diễn người Mỹ đình đám như Jolie được đem đi tranh cử, kể từ khi Viện Hàn lâm đưa ra quy định vào năm 1984.
| Giải thưởng                          | Ngày                    | Hạng mục                                                     | Đề cử cho                 | Kết quả   | Chú thích |
| ------------------------------------ | ----------------------- | ------------------------------------------------------------ | ------------------------- | --------- | --------- |
| Giải BAFTA                           | 18 tháng 2 năm 2018     | Phim nói tiếng nước ngoài hay nhất                           | Angelina Jolie            | Đề cử     | [ 12 ]    |
| Camerimage                           | 11—18 tháng 11 năm 2017 | Bronze Frog                                                  | Anthony Dod Mantle        | Đoạt giải | [ 13 ]    |
| Critics' Choice Movie Awards         | 11 tháng 1 năm 2018     | Phim ngoại ngữ hay nhất                                      | Angelina Jolie            | Đề cử     | [ 14 ]    |
| Giải Quả cầu vàng                    | 7 tháng 2 năm 2018      | Phim nói tiếng nước ngoài hay nhất                           | Angelina Jolie            | Đề cử     | [ 15 ]    |
| Giải thưởng điện ảnh Hollywood       | 5 tháng 11 năm 2017     | Giải thưởng điện ảnh Hollywood cho phim nói tiếng nước ngoài | Loung Ung, Angelina Jolie | Đoạt giải | [ 16 ]    |
| Ủy ban Quốc gia về Phê bình Điện ảnh | 28 tháng 11 năm 2017    | Giải thưởng về quyền tự do ngôn luận                         | Angelina Jolie            | Đoạt giải | [ 17 ]    |
| Hiệp hội phê bình phim trực tuyến    | 28 tháng 12 năm 2017    | Phim ngoại ngữ hay nhất                                      | Angelina Jolie            | Đề cử     | [ 18 ]    |
| Giải Satellite                       | 10 tháng 2 năm 2018     | Phim ngoại ngữ hay nhất                                      | Angelina Jolie            | Đề cử     | [ 19 ]    |
| Women's Image Network Awards         | Tháng 2 năm 2018        | Phim nói tiếng nước ngoài hay nhất                           | Angelina Jolie            | Đề cử     | [ 20 ]    |